# Kilden teater- och konserthus

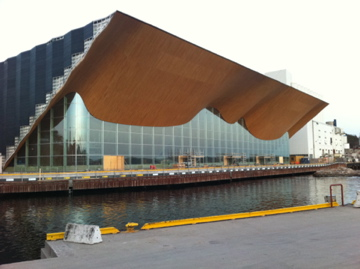
Kilden teater- och konserthus 9 april 2011.

Kilden teater- og konserthus för Sørlandet är ett teater- och konserthus på Odderøya i Kristiansand i Norge.

## Bolaget
Huset byggdes och ägs av bolaget Kilden Teater- og Konserthus for Sørlandet IKS.  Husägare är Kristiansands kommun (60 %), Vest-Agder fylke (25 %), Aust-Agder fylke (12 %) och Grimstads kommun (3 %). Bolaget grundades 2003 och namnet Kilden (som betyder "Källan") fastställdes 2006. Bolaget är ansvarigt för verksamheten.

## Huset
Arbetet med byggandet inleddes 2007 och kronprinsessan Mette-Marit av Norge lade grundstenen 2009. Den officiella invigningen ägde rum 6 januari 2012. Arkitekt var finska ALA Architects, och AF-gruppen var huvudentreprenör. Byggnaden har en bruttoarea av 16 000 kvadratmeter och en volym på 128 000 kubikmeter. Husets totala byggkostnad var 1 683 miljoner norska kronor i 2011 års penningvärde.

## Hallar
Huset har fyra salar
- Konsertsalen med 1 185 sittplatser
- Teater- och operahall med 708 sittplatser, orkesterdike med plats för 70 musiker
- Multihall med 234 sittplatser eller 400 ståplatser
- Intima rummet 150 med sittplatser